# Jedľové Kostoľany

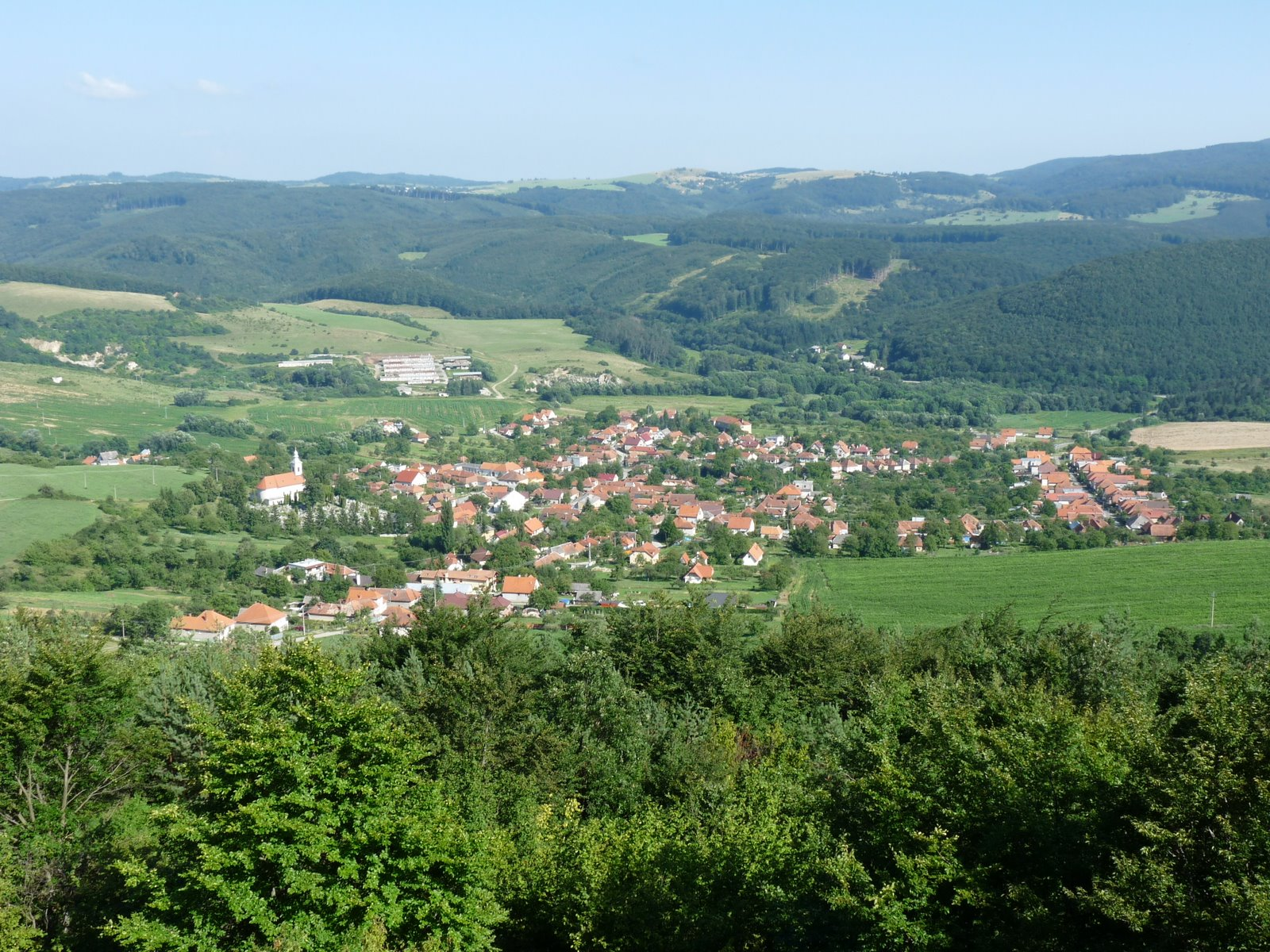

Jedľové Kostoľany (Hongaars: Fenyőkosztolány) is een Slowaakse gemeente in de regio Nitra, en maakt deel uit van het district Zlaté Moravce.
Jedľové Kostoľany telt 969 inwoners.